# Sommatino

Ubicació de Sommatino dins de la província

Sommatino (sicilià Summatinu) és un municipi italià, dins de la província de Caltanissetta. L'any 2007 tenia 7.436 habitants. Limita amb els municipis de Caltanissetta, Delia, Mazzarino, Naro (AG), Ravanusa (AG) i Riesi.

## Administració
| Període | Identitat         | Partit        |
| ------- | ----------------- | ------------- |
| 2007-   | Salvatore Gattuso | Llista cívica |

## Personatges il·lustres
- Calogero, nascut a França, però la seva família era originària de Sommatino